# 富沢順
富沢 順（とみざわ じゅん、1960年〈昭和35年〉4月11日 - ）は、日本の漫画家。

## 概略
東京都生まれ、車田正美のアシスタントを経て、1981年、『週刊少年ジャンプ』連載の『コマンダー0』でデビュー。
1988年、青年誌『スーパージャンプ』独立創刊に伴い異動。1993年から連載された『企業戦士YAMAZAKI』で人気を博す。
集英社『週刊少年ジャンプ』『スーパージャンプ』系統での仕事が長かったが、2000年代に入ってからは『殺し屋麺吉』『the yakiniku people プルコギ』を『週刊コミックバンチ』に連載。
軽妙なコメディ描写とハードなアクション描写を使い分ける作風で知られる。青年誌進出以降は劇画系のシリアスな画風になっているが、『月刊ニュータイプ』連載の『順ちゃんのオーエン歌』では自虐的なギャグエッセイ漫画も描いていた。
2010年、初のお色気作品『あまくちナイト』を『ナマイキッ!』誌上で連載。『週刊漫画ゴラク』連載の『DIRTY』を経て、近年はコアミックスが運営している「サイレントマンガオーディション」の審査員や、沖縄ラフ&ピース専門学校のマンガコース講師、熊本県立高森高等学校マンガ学科講師を務めている。

## 作品一覧
- コマンダー0：全2巻（ジャンプスーパーコミックス）『週刊少年ジャンプ』1981年53号 - 1982年16号連載
- ガクエン情報部H.I.P.：全3巻（ジャンプコミックス）『週刊少年ジャンプ』1984年44号 - 1985年22号連載。1987年に月曜ドラマランド枠でテレビドラマ化（主演 森高千里、中村繁之、高田純次）。
- PANKRA BOY：全2巻（ジャンプスーパーエース）『週刊少年ジャンプ』連載。
- あすぴりんDANDY：全4巻（ジャンプコミックス）『スーパージャンプ』1988年11月号 - 1990年9月号連載。
- もーにんぐMOON：全3巻（ジャンプコミックスデラックス）『スーパージャンプ』1991年2月号 - 1992年11号連載。
- 順ちゃんのオーエン歌：全1巻（角川ニュータイプ100%コミックス）『月刊ニュータイプ』連載。
- 企業戦士YAMAZAKI：全12巻（ジャンプコミックスデラックス）『スーパージャンプ』1993年2号 - 1998年24号連載。1995年にオリジナルビデオとしてリリース（主演 イッセー尾形、菅野美穂）、1997年にOVA化。
- 開運同盟AngePasse：全1巻（ジャンプコミックスデラックス）『スーパージャンプ』連載。
- ÉTRANGER－エトランゼ－（原作：梶研吾）：全6巻（ジャンプコミックスデラックス）『スーパージャンプ』1999年22号 - 2002年16号連載。
- Trickster：全2巻（ジャンプコミックスデラックス）『オースーパージャンプ』連載。
- 殺し屋麺吉：全7巻（バンチコミックス）『週刊コミックバンチ』連載。『THE焼肉PEOPLEプルコギ』連載のため、6巻でいったん中断。最終7巻は電子書籍版限定。
- THE焼肉PEOPLEプルコギ（原案：ハーロマ、監修：具光然）：全3巻（バンチコミックス）『週刊コミックバンチ』連載。『The 焼肉ムービー プルコギ』のタイアップ企画。
- 脱獄ドクターいのち屋エンマ：全3巻（ニチブンコミックス）『週刊漫画ゴラク』連載。2012年に須賀貴匡主演で実写DVD化。
- スッパヌキ!：『別冊漫画ゴラク』シリーズ連載。
- 野良麺：全2巻 （ニチブンコミックス）『別冊漫画ゴラク増刊・食漫』連載。
- あまくちナイト：全2巻（バンブーコミックス）『ナマイキッ!』連載。
- DIRTY（原作：天王寺大）：全2巻（ニチブンコミックス）2011年から『週刊漫画ゴラク』シリーズ連載。